# Lúčny potok (přítok Bielého Váhu)
Lúčny potok je potok v horním Liptově, převážně v západní části okresu Poprad. Je to levostranný přítok Bielého Váhu, má délku 4,7 km a je tokem IV. řádu.

## Pramen
Teče v Podtatranské kotlině, pramení v nejvýchodnější části podcelku Liptovská kotlina, ve východní části lokality Zasmrečinské, na okraji chatové osady Tatranský Lieskovec, v nadmořské výšce přibližně 925 m n. m.

## Popis toku
Od pramene teče zprvu severojižním směrem západním okrajem Tatranského Lieskovce, podtéká silnici I. třídy č.1/18 i železniční trať č. 180, zleva přibírá přítok pramenící západně od železniční zastávky Tatranský Lieskovec a potok se stáčí jihozápadním směrem. Následně přibírá několik levostranných přítoků, nejprve dva krátké přítoky z lokality Suché, pak přítok ze západního svahu Vlčí jamy (924,5 m n. m.) a také přítok z lokality Hencnava. Dále přibírá svůj nejvýznamnější přítok, pravostrannou Železnou vodu a výrazně rozšířeným korytem pokračuje západním směrem, přičemž výrazně meandruje. Z pravé strany dále přibírá přítok z lokality Petrovská, opět se stáčí na jihozápad, přičemž na krátkém úseku vytváří hranici mezi okresy Poprad na levém a Liptovský Mikuláš na pravém břehu a zleva ještě přibírá tři přítoky protékající lokalitou Krivošova lúka. Zároveň podtéká těleso dálnice D1 a vtéká na území okresu Liptovský Mikuláš (cca 0,5 km), kde se východo-severovýchodně od obce Važec vlévá v nadmořské výšce 816,5 m n. m. do Bielého Váhu.